# Presidente Errazuriz (1891)
El crucero Presidente Errazuriz fue un crucero protegido, primero de la clase homónima de la Armada de Chile. El crucero Presidente Errázuriz fue encargado a Francia junto a su buque gemelo, el Presidente Pinto, por el gobierno del presidente José Manuel Balmaceda.

## El buque
En conformidad a la Ley de 22 de agosto de 1887 se construyó en Francia, en el astillero Forges et Chantiers de la Meditarrania, La Seyne, Touluon. Lanzado al agua el 21 de junio de 1890. Era uno de los dos cruceros protegidos ordenados por el presidente José Manuel Balmaceda en el plan de modernización de la Armada y diseñado por M. Lagane, director del astillero. Su construcción estuvo supervigilada por el Almirante Juan José Latorre Benavente. 
El blindaje en cubierta era 2 1/4 " y en las casamatas 3 1/4". Su casco era de acero con forro de madera y cobre. Su casco estaba dividido en 10 compartimientos estancos. Tenía dos máquinas horizontales de triple expansión, dos hélices y calderas cilándricas. Capacidad de carboneras 200 toneladas de carbón. Su dotación era de 171 hombres. Su entrega fue retenida por el gobierno francés a causa del conflicto interno que vivía el país. Zarpó de Toltén a El Havre a principios de junio de 1891 a medio terminar, tripulado con personal a contrata de la Compañía Transporte Reunis, donde recibió la artillería y completó la dotación. En El Havre tuvo que esperar la llegada de los pilotos e ingenieros y terminar algunos trabajos pendientes. 
El 14 de julio fue a Plymouth y Falmouth. De allá se dirigió a a Lisboa, desde donde navegó a Chile el 31 de julio, con escala en Sao Vicente de Cabo Verde y Montevideo. El crucero recaló en febrero de 1892, terminada la guerra civil chilena de 1891. En 1899 al mando del Comandante Militar Carvajal efectuó un reconocimiento de costas entre el Archipiélago de Chiloé y el Estrecho de Magallanes. El 1901 fue y exploró el Canal Cockburn, efectuando levantamientos en el Canal Beagle, Tekenika y Bahía Nassau.
Fue reacondicionado en 1908, cambiándosele su artillería y sus calderas. Se le cambiaron los cañones por cuatro cañones de 6" y dos de 4.7". Además se le retiraron las cofas con cañones. Se le instalaron calderas multitubulares tipo Belleville de tubos de agua, con lo cual quedó con una velocidad de 19 nudos. Prestó útiles servicios al país, luego siendo desguazado en octubre de 1930, después de servir sus últimos años como buque escuela de Pilotines.